# Kherali
Kherali és un poble al districte de Surendranagar en l'estat indi de Gujarat.

## Història
Kherali fou també un estat tributari protegit del prant de Jhalawar a l'agència de Kathiawar, presidència de Bombai. Estava format per dos pobles que eren Kherali, la capital, i Vadla, i tenia tres tributaris separats. La superfície de l'estat era de 28 km² i la població el 1881 de 1.658 habitants. Els ingressos s'estimaven el 1881 en 1.061 lliures i es pagava un tribut de 67 lliures al govern britànic. La capital, Kherali, estava situada a uns 3,5 km al sud de Wadhwan i tenia 1.155 habitants (el 1881).